# Eiler Hagerup (amtmand)
 Der er flere personer med dette navn, se Eiler Hagerup.
Eiler Hagerup (født 26. december 1736 i Trondhjem, død 19. maj 1795) var en dansk-norsk embedsmand. Han var den yngste søn af biskop Eiler Hagerup den ældre og en del af den dansk-norske Hagerup-slægt.
Han blev student i 1753 og bestod den teologiske eksamen i 1757. Han studerede efterfølgende forskellige fag og bestod juristeksamenen i 1762. Efterfølgende påbegyndte han en længere rejse i Sverige, tog i 1763 til Tyskland og efterfølgende til Frankrig i 1764. Han vendte hjem til Danmark i 1765, hvor han i 1767 skrev et vellidt skrift om kærlighed til fædrelandet. Skriftet synes at have medvirket til, at han blev amtmand i Finnmark.
Han vedte hjem til København i 1771 og udnævnt til 4. kommitteret i det nyoprettede norske Kammer under Finanskollegiet. Da Finanskollegiet blev ophævet efter Johann Friedrich Struensees fald, blev han i 1773 3. kommitteret i det netop genoprettede Generaltoldkammeret.
Eiler Hagerup blev udnævnt til justitsråd i 1774 og i 1779 etatsråd. I 1790 blev han deputeret sammesteds. Han var medlem af Landhusholdningsselskabet og fra 1769 også af Det Kongelige Norske Videnskabers Selskab. Fra 1786 sad han i teaterdirektionen, hvor han dog ikke synes at have spillet nogen synderlig fremtrædende rolle.
Efter at han vendte hjem fra Finmarken, skrev han to afhandlinger, èn om fiskeri og èn om en købstads anlæggelse i Nordlandene.